# الانتفاضة في الجبل الأسود (1941)
الانتفاضة في الجبل الأسود (بالمونتنغرية: Ustanak u Crnoj Gori)، تُعرف باسم انتفاضة 13 يوليو (بالمونتنغرية: Trinaestojulski ustanak)، انتفاضة ضد قوات الاحتلال الإيطالية في الجبل الأسود (محور يوغوسلافيا المحتلة). أشعلها الحزب الشيوعي اليوغوسلافي في 13 يوليو 1941، وقُمعت في غضون ستة أسابيع، لكنها استمرت بكثافة أقل حتى ديسمبر 1941. تحرك المتمردون بقيادة مجموعة من الشيوعيين وعدة ضباط سابقين في الجيش اليوغوسلافي من الجبل الأسود. أُطلق سراح بعض الضباط مؤخرًا من معسكرات أسرى الحرب ممن أُسروا أثناء غزو يوغوسلافيا. تولى الشيوعيون التنظيم وعينوا مفوضين سياسيين، في حين قاد الضباط السابقون القوات العسكرية المتمردة. رفضت الأمة بأكملها المنصب المميز الذي عرضه المحتلون، وأبت الرضوخ كي تقاتل من أجل يوغوسلافيا، وذلك بالتعاون مع «روسيا» (اعتبر المتمردون القوميون الاتحاد السوفيتي روسيا في بداية الانتفاضة).
في غضون ثلاثة أسابيع من بدء الانتفاضة، تمكن المتمردون من الاستيلاء على كامل أراضي الجبل الأسود تقريبًا. أُجبرت القوات الإيطالية على التراجع إلى معاقلها في بلييفليا ونيكشيتش وستينيي وبودغوريتسا. شمل القادة الرئيسيون الضباط السابقين وهم العقيد باجو ستانيشيتش والرائد دوردي لاسيتش، وظهر القائد بافلي دوريسيتش كأحد القادة الرئيسيين بعد أن أبرز تميزهب في الهجوم الناجح الذي قاده على براني إلى جانب القوات الشيوعية.
حصل الهجوم المضاد من قبل أكثر من 70,000 جندي إيطالي، بقيادة الجنرال أليساندرو بيرزيو بيرولي، على المساعدة من ميليشيات ساندجاك المسلمة والقوات غير النظامية الألبانية من المناطق الحدودية بين الجبل الأسود وألبانيا، وقُمعت الانتفاضة في غضون ستة أسابيع. حدث نزاع بين ضباط الجيش الملكي اليوغوسلافي السابق والشيوعيين حول إستراتيجية الثوار. أراد القوميون حماية القرى الجبلية في حال تعرضت للهجوم. خالفهم الشيوعيون الرأي ونظموا اشتباكًا مباشرًا ضد القوات الإيطالية هُزمت فيه قوات الثوار. حدث انقسام بين الثوار بسبب الهزائم التي تعرضوا لها من قبل الإيطاليين، ولأن بعضهم أدرك أن الانتفاضة تسير في ظل قيادة شيوعية. أعفى جوزيف بروز تيتو ميلوفان جيلاس من قيادة القوات الحزبية في الجبل الأسود بسبب أخطائه خلال الانتفاضة، وخصوصًا اختياره الاشتباك المباشر بدلًا من اللجوء إلى تكتيكات حرب العصابات ضد القوات الإيطالية، و«لأخطائه اليسارية». بعد الهزيمة الكبرى في 1 ديسمبر 1941 خلال الهجوم الفاشل للقوات الشيوعية على الحامية الإيطالية في بلييفليا، انشق العديد من الجنود عن القوات الحزبية وانضموا إلى التشيتنيك. عقب هذه الهزيمة، أرهب الشيوعيون الناس الذين صنفوهم كأعداء، الأمر الذي أثار العداء ضدهم في نفوس الكثيرين في الجبل الأسود.
شكلت هزيمة القوات الشيوعية في بلييفليا، إلى جانب سياسة الترهيب التي انتهجتها، الأسباب الرئيسية لتفاقم الصراع بين الثوار الشيوعيين والقوميين في الجبل الأسود عقب الانتفاضة. في النصف الثاني من ديسمبر 1941، بدأ الضابطان العسكريان القوميان دوريسيتش ولاسيتش بتحريك الوحدات المسلحة حراكًا منفصلًا عن الحزبيين. في أوائل مارس 1942، رتب دوريسيتش إحدى أولى اتفاقيات التعاون بين الإيطاليين والتشيتنيك. عُقد الاتفاق بين دوريسيتش وبيرزيو بيرولي، وتعلق بمنطقة عمليات فرقة المشاة التاسعة عشرة المسماة فينيسيا. في مايو 1942، هاجم دوريسيتش آخر فصيلة حزبية رئيسية في الجبل الأسود وهزمها. بموجب الاتفاقيات التي وقعها الإيطاليون مع دوريسيتش وغيره من قادة التشيتنيك، تراجع الاحتلال الإيطالي في الجبل الأسود فعليًا إلى المدن فقط، وسيطر التشيتنيك على بقية أراضي الجبل الأسود. في الربع الثاني من عام 1942، أدى هجومٌ إيطالي تشيتنيكيّ مشترك إلى انسحاب القوات الحزبية المتبقية من الجبل الأسود.